# Wola Bogaczkowska
Wola Bogaczkowska – przysiółek wsi Bogaczewo w Polsce, położony w województwie warmińsko-mazurskim, w powiecie giżyckim, w gminie Giżycko, w sołectwie Bogaczewo.
W latach 1975–1998 przysiółek administracyjnie należał do województwa suwalskiego.